# 阿皮尼亞科查湖
14°38′17.8″S 73°54′16.3″W / 14.638278°S 73.904528°W
阿皮尼亞科查湖（Lake Apiñaccocha），是秘魯的湖泊，位於該國中南部阿亞庫喬大區，由奇保區和普基奧區負責管轄，處於奧爾孔科查湖東南面，海拔高度4,404米。